# Bernard Odum
Bernard Odum (nascido em 1931 ou 1932 – 17 de agosto de 2004) foi um baixista norte-americano, melhor conhecido por seu trabalho junto à banda de   James Brown nos anos 1960.
Odum começou a tocar com Brown em 1956 e se tornou membro em tempo integral da banda em 1958. Trabalhou com a banda de James Brown até o fim dos anos  1960, participando de grandes sucessos como "Papa's Got a Brand New Bag" (1965), "I Got You (I Feel Good)" (1965), Get It Together (1967) e "Cold Sweat" (1967).
Em 1969, Odum e a maioria dos músicos que acompanhavam Brown, debandaram devido à uma disputa sobre salários e o comportamento errático de Brown, levando-o a criar uma nova banda de apoio, os The J.B.'s. Em 1970, Odum se juntou brevemente ao grupo de Maceo Parker, o Maceo & All the King's Men, aparecendo no álbum Doin' Their Own Thing.
Bernard Odum tocava em um Fender Precision Bass de 1956, durante a maior parte de sua carreira. Também tocava um baixo Vox "teardrop".
Odum morreu devido à insuficiência renal aos 72 anos em sua terra natal Mobile, Alabama.